# Marcelo Antonio Guedes Filho
Marcelo Antônio Guedes Filho (São Vicente, São Paulo, 20 de maig de 1987), sovint conegut com a Marcelo, és un futbolista professional brasiler que juga de central a l'Olympique de Lió.